# Гуменна Докія Кузьмівна
До́кія Кузьмі́вна Гумéнна (23 лютого (7 березня) 1904, село Жашків, Таращанський повіт, Київська губернія, нині місто Уманський район, Черкаська область — 4 квітня 1996, Нью-Йорк, США, похована в містечку Бавнд Брук, штат Нью-Джерсі) — українська письменниця. Членкиня ОУП «Слово», спілки «Плуг». Літературну діяльність почала в Україні в середині 1920-х. Велику увагу приділяла студіям з історії, археології, стародавньої історії України.
Одна з найплідніших українських письменниць в еміграції, літературна спадщина становить понад 30 томів.

## Життєпис
Народилася 23 лютого (7 березня за новим стилем) 1904 року в селі Жашків Таращанського повіту Київської губернії у селянській родині. Закінчила педагогічну школу в містечку Ставище (1922), навчалася в Інституті народної освіти. Почала друкуватися з 1924 року, увійшла до спілки селянських письменників «Плуг». За критику українофобських висловлювань Федора Ґладкова була піддана гострій критиці.

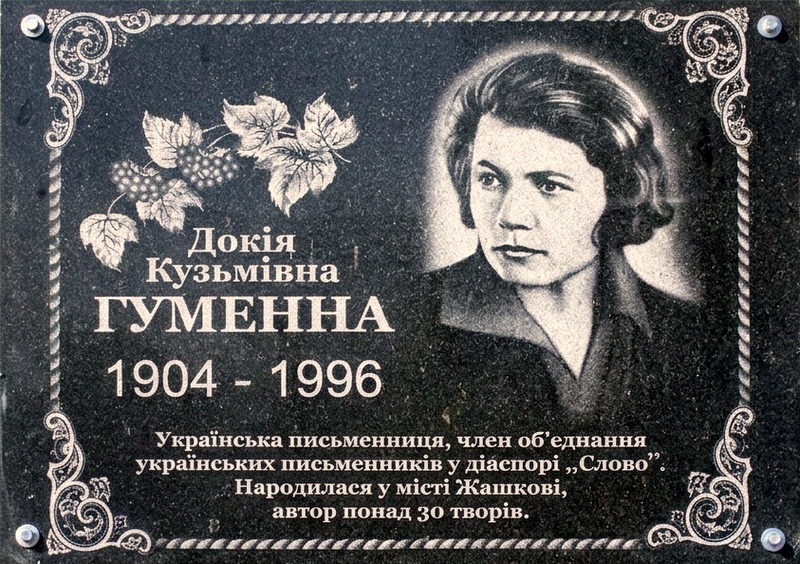
Меморіальна дошка у місті Жашків (будівля ЦРБ)

У 1920–1930-х роках друкувала нариси («Стрілка коливається», 1930), репортажі, оповідання, повісті («Кампанія», 1931) в журналах «Червоний шлях», «Радянська література» тощо. 1924 року вийшов друком перший нарис «У степу». Якийсь час Докія Гуменна належала до об'єднання «Плуг». Її репортажі «Стрілка коливається» (1930 рік) та «Ех, Кубань, ти Кубань хліборобная» (1931 рік), повість «Кампанія» звернули на себе увагу партійної цензури. З хвилею терору Докія Гуменна мусила замовкнути аж до початку Другої світової війни.
1937 року брала участь в археологічній експедиції при розкопках поселення трипільської культури біля села Халеп'я на Київщині під керівництвом Тетяни Пассек, за участю Євгена Кричевського, Михайла Макаревича, Віктора Петрова, Неоніли Кордиш. Отримані враження та історичні міркування поклала в основу оповідань та нарисів («Ромашки на схилах», «З історії сивої давнини», «Таємниця черепка»), вони також знайшли відображення в мемуарах.
У жовтні 1940 року газета «Правда» вмістила рецензію на повість Докії Гуменної «Вірус» (А. Фарбер «Лживая повесть») з «марксистською критикою» роботи Гуменної, яка на матеріалах одного з обласних відділів охорони здоров'я сатирично викрила бюрократичні форми керівного апарату СРСР.
Під час радянсько-німецької війни письменниця залишилася в Києві. Тут налагодила стосунки з членами Спілки українських письменників, вступила до відновленої «Просвіти». 30 листопада 1941 року в тижневику літератури і мистецтва «Літаври» № 3 (недільне видання газети ОУН(м) «Українське слово», 1941, Житомир-Київ), що виходив під редакцією Олени Теліги та Івана Рогача, Гуменна опублікувала новелу «Пахощі польових квітів».
Утім невдовзі нацисти розігнали Спілку письменників України, а її чільних представників (подружжя Теліг, Ірлявського, Рогача) розстріляли в Бабиному Яру під Києвом. Оскільки Докія Гуменна на людях майже не з'являлася, у Києві подейкували, що її замордувало гестапо.
Насправді з квітня 1942 року Докія Гуменна працювала молодшою науковою працівницею Музею-архіву переходової доби.
Наприкінці Другої світової війни виїхала спочатку до Львова, далі — до Австрії, де почала упорядковувати свій літературний доробок, який не мала змоги друкувати в Україні. У Зальцбурзі вийшла книга новел «Куркульська вілія» (1946 рік), а згодом надруковано головний чотиритомний твір-епопею Докії Гуменної «Діти чумацького шляху» (Мюнхен—Нью-Йорк — 1948–1951 рр.). Її подальше життя і творчість пов'язані з Чехословаччиною, Австрією, Німеччиною, Італією, Канадою та США.
Переїхавши до США, Докія Гуменна продовжила активну літературну працю.
Померла Докія Гуменна 4 квітня 1996 року в Нью-Йорку. Похована на українському православному цвинтарі святого Андрія у Саут-Баунд-Бруці, штат Нью-Джерсі.

## Творча діяльність
Літературну діяльність розпочала в Україні в середині 1920-х років.
Авторка понад 20 прозових книг. Велику увагу приділяла студіям з історії, археології, стародавньої історії України. Це відобразилося в серії її творів: «Епізод із життя Европи Критської» (1957), казки-есеї «Благослови, Мати», «Золотий плуг» (1957), розповідь про Трипілля — «Минуле пливе в прийдешнє» (1978).
Загалом літературна спадщина Докії Гуменної становить понад 30 томів.

## Вшанування пам'яті

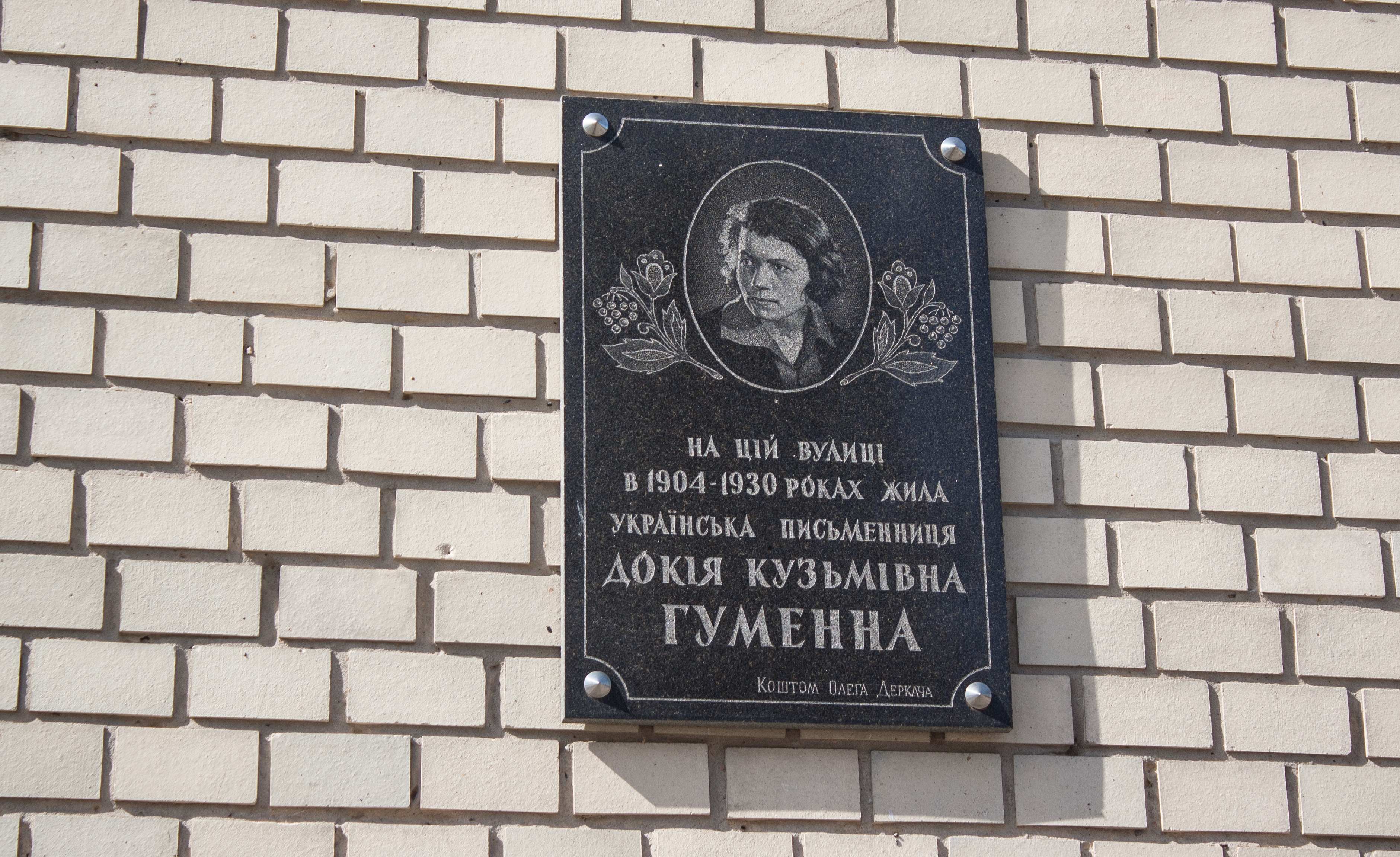
Меморіальна дошка у місті Жашків (будівля РБК)

18 травня 2023 року Київська міська рада перейменувала вулицю Юрія Смолича на вулицю Докії Гуменної.
Восени 2023 року в селищі Ставище утворилася ініціативна група, щоб символічно відзначити 120-ту річницю від дня народження письменниці Докії Гуменної читанням її спогадів «Дар Евдотеї», а саме — розділу «Ставищанська розкіш», в якому йдеться про навчання юної Докії у Ставищанській педагогічній школі (1920-1922 роки). Відтак записано 11 відео, де уривки читають менеджерка Алла Вишенська, поетеса Тетяна Іванчук, письменниця Тетяна Белімова, вчителька Світлана Комаха, психологиня Людмила Некраш, поет Олексій Пустовгар, айтівець Юрій Михайлишин, мовознавиця Лариса Кравець, вчителька Лариса Козлюк, журналістка Вікторія Бурлака, вчителька Галина Кулікова.
18 січня 2024 року Ставищенська селищна рада затвердила рішення про перейменування вулиці Кагалимська на вулицю Докії Гуменної в селі Розкішна.
У місті Кривий Ріг вулицю Драйзера перейменували на вулицю Докії Гуменної.

### Колишні топоніми
18 грудня 2024 року Дніпровська міська рада перейменувала вулицю Докії Гуменної на вулицю Таращанську.

### Книги в електронних бібліотеках
- Гуменна Д. Дар Евдотеї. — Т. 1.; Т. 2. // Діаспоріана.
- Гуменна Д. Дар Евдотеї // Чтиво.
- Гуменна Д. Дар Евдотеї // Укрліб.

### Аудіозаписи книг
- Докія Гуменна. Дар Евдотеї («Мрія, що зветься Київ», уривок).
- Докія Гуменна. «Ставищанська розкіш»